# Copa de Rusia 2022-23
La Copa de Rusia 2022-23 fue la 31.ª edición del torneo de fútbol por eliminatorias de Rusia desde la disolución de la Unión Soviética. La competición comenzó el 16 de agosto de 2022 y finalizó el 11 de junio de 2023. El campeón defensor fue Spartak Moscú.

## Representación de clubes por categoría
- Liga Premier de Rusia (RPL): 16 clubes.
- Liga Nacional de Fútbol de Rusia (FNL): 17 clubes.[1]
- Liga de Fútbol Profesional de Rusia (PFL): 59 clubes.[2]
- Liga de Fútbol Amateur de Rusia (RAF): 11 clubes.[3]
- Total - 103 clubes.[4]

## Distribución
Los equipos de la Liga Premier y el resto de equipos se clasificaron a la fase eliminatoria por dos vías diferentes. Los equipos de la Liga Premier jugaron en la fase de grupos de la ruta RPL con un todos contra todos a dos vueltas, dividido en 4 grupos con 4 equipos en cada grupo, mientras que los otros equipos jugaron en la clasificación de la ruta de las regiones, comenzando con la primera ronda a partido único en cada etapa.

## Calendario
El calendario de la competición fue el siguiente.
| Fase                              | Ronda            | Fecha                                  |
| --------------------------------- | ---------------- | -------------------------------------- |
| Clasificatoria (Ruta de regiones) | Ronda 1          | 16–18 de agosto de 2022                |
| Clasificatoria (Ruta de regiones) | Ronda 2          | 30 de agosto – 1 de septiembre de 2022 |
| Clasificatoria (Ruta de regiones) | Ronda 3          | 13–15 de septiembre de 2022            |
| Clasificatoria (Ruta de regiones) | Ronda 4          | 4–5 de octubre de 2022                 |
| Clasificatoria (Ruta de regiones) | Ronda 5          | 1–2 de noviembre de 2022               |
| Clasificatoria (Ruta de regiones) | Ronda 6          | 16 de noviembre de 2022                |
| Grupos (Ruta de RPL)              | Jornada 1        | 30–31 de agosto de 2022                |
| Grupos (Ruta de RPL)              | Jornada 2        | 13–15 de septiembre de 2022            |
| Grupos (Ruta de RPL)              | Jornada 3        | 28–29 de septiembre de 2022            |
| Grupos (Ruta de RPL)              | Jornada 4        | 18–20 de octubre de 2022               |
| Grupos (Ruta de RPL)              | Jornada 5        | 16, 22–23 de noviembre de 2022         |
| Grupos (Ruta de RPL)              | Jornada 6        | 26–27 de noviembre de 2022             |
| Eliminatoria                      | Cuartos de final | TBD de febrero–mayo de 2023            |
| Eliminatoria                      | Semifinales      | TBD de febrero–mayo de 2023            |
| Eliminatoria                      | Finales de ruta  | TBD de febrero–mayo de 2023            |
| Eliminatoria                      | Final            | 11 de junio de 2023                    |

## Fase clasificatoria (Ruta de regiones)

### Ronda 1
El sorteo de las rondas 1 y 2 fue el 11 de agosto de 2022, a las 18:00 (MSK).

Clubes entrantes:
- 10 clubes de las ligas amateur.
- 14 clubes con el ranking más bajo de la Segunda Liga Rusa.

| Equipo 1                        | Resultado    | Equipo 2                        |
| ------------------------------- | ------------ | ------------------------------- |
| Amkal Moscú                     | 2–2 (8–7 p.) | Zorkiy Krasnogorsk              |
| Temp Barnaúl                    | 2–1          | Dinamo Barnaúl                  |
| Kolomna                         | 1–0          | Saturn Rámenskoye               |
| Yessentuki                      | 0–3          | StavropolAgroSoyuz Nevinnomyssk |
| Dinamo Stávropol                | 3–0          | Armavir                         |
| 2DROTS Moscú                    | 3–0          | Chertanovo Moscú                |
| Elektron Veliky Nóvgorod        | 2–0          | Karelia Petrozavodsk            |
| Nefis Kazán                     | 0–1          | Khimik-Avgust Vurnary           |
| Sakhalinets Moscú               | 1–0          | Balashikha                      |
| Okean Nakhodka                  | 0–2          | Dinamo Vladivostok              |
| FShM Moscú                      | 2–3          | Khimik Dzerzhinsk               |
| Peresvet-Tryokhgorka Domodedovo | 1–1 (3–4 p.) | Kosmos Dolgoprudny              |

### Ronda 2
El sorteo de la ronda 2 para definir el equipo local y visitante fue el 19 de agosto de 2022. Las fechas de los partidos fue determinada el 24 de agosto de 2022.

Clubes entrantes:
- 12 ganadores de la ronda 1.
- Un club de la liga amateur.
- 43 clubes restantes de la Segunda Liga Rusa (excepto Rotor Volgogrado y Metallurg Lipetsk).

| Equipo 1                        | Resultado    | Equipo 2                     |
| ------------------------------- | ------------ | ---------------------------- |
| Tekstilshchik Ivanovo           | 1–1 (5–3 p.) | 2DROTS Moscú                 |
| Spartak Nalchik                 | 1–0          | Mashuk-KMV Piatigorsk        |
| Tver                            | 0–1          | Amkal Moscú                  |
| Strogino Moscú                  | 3–2          | Kaluga                       |
| Dinamo Vladivostok              | 1–1 (5–3 p.) | Novosibirsk                  |
| Zvezda Saint Petersburg         | 2–1          | Yadro Saint Petersburg       |
| Leningradets Leningrad Oblast   | 3–0          | Elektron Veliky Nóvgorod     |
| Zhasmin Mikhailovsk             | 0–4          | Cheliábinsk                  |
| Khimik-Avgust Vurnary           | 2–0          | Torpedo Miass                |
| Biolog-Novokubansk              | 2–3          | Dinamo Stávropol             |
| Zenit Penza                     | 2–2 (3–2 p.) | Sokol Saratov                |
| Irtysh Omsk                     | 4–0          | Temp Barnaúl                 |
| Amkar Perm                      | 0–1          | Zenit-Izhevsk Izhevsk        |
| StavropolAgroSoyuz Nevinnomyssk | 4–3          | Legion Makhachkala           |
| Forte Taganrog                  | 1–2          | SKA Rostov del Don           |
| Khimik Dzerzhinsk               | 1–2          | Murom                        |
| Kosmos Dolgoprudny              | 3–0          | Sajalin Yuzhno-Sajalinsk     |
| Kvant Obninsk                   | 0–3          | Dinamo Briansk               |
| Tiumén                          | 3–1          | Nosta Novotroitsk            |
| Luki-Energiya Velikiye Luki     | 1–1 (2–4 p.) | Dinamo San Petersburgo       |
| Torpedo Vladímir                | 2–0          | Znamya Truda Orekhovo-Zuyevo |
| Spartak Tambov                  | 3–1          | Salyut Bélgorod              |
| Chernomorets Novorossiysk       | 2–0          | Druzhba Maikop               |
| Chayka Peschanokopskoye         | 1–1 (1–3 p.) | Kuban Holding                |
| Spartak Kostroma                | 3–1          | Dinamo Vologda               |
| Zvezda Ryazan                   | 4–0          | Kolomna                      |
| Avangard Kursk                  | 2–0          | Sakhalinets Moscú            |
| Znamya Noginsk                  | 1–2          | Peresvet Podolsk             |

### Ronda 3
Las fechas de los partidos fueron programadas entre el 13 y 15 de septiembre de 2022.
Clubes entrantes:
- 28 ganadores de la ronda 2.
- 2 clubes con ranking más alto de la Segunda Liga Rusa (Rotor Volgogrado y Metallurg Lipetsk).

| Equipo 1               | Resultado      | Equipo 2                        |
| ---------------------- | -------------- | ------------------------------- |
| Kosmos Dolgoprudny     | 2–0            | Zenit Penza                     |
| Metallurg Lipetsk      | 1–2            | Rotor Volgogrado                |
| Spartak Kostroma       | 1–4            | Tekstilshchik Ivanovo           |
| Amkal Moscú            | 2–2 (2–4 p.)   | Zvezda Saint Petersburg         |
| Dinamo Briansk         | 3–1            | Strogino Moscú                  |
| Dinamo Vladivostok     | 2–1            | Irtysh Omsk                     |
| Dinamo San Petersburgo | 0–0 (5–4 p.)   | Leningradets Leningrad Oblast   |
| Cheliábinsk            | 0–1            | Tiumén                          |
| Zenit-Izhevsk Izhevsk  | 5–1            | Khimik-Avgust Vurnary           |
| Dinamo Stávropol       | 1–2            | Chernomorets Novorossiysk       |
| SKA Rostov del Don     | 0–3            | Kuban Holding                   |
| Murom                  | 0–0 (1–3 p.)   | Torpedo Vladímir                |
| Avangard Kursk         | 3–2            | Spartak Tambov                  |
| Peresvet Podolsk       | 2–1            | Zvezda Ryazan                   |
| Spartak Nalchik        | 1–1 (10–11 p.) | StavropolAgroSoyuz Nevinnomyssk |

### Ronda 4
La fecha de los partidos estuvo programada entre el 4 y 5 de octubre de 2022. El sorteo se realizó el 18 de septiembre de 2022.
Clubes entrantes:
- 15 ganadores de la ronda 3.
- 17 equipos de la Primera Liga Rusa.

| Equipo 1                        | Resultado    | Equipo 2            |
| ------------------------------- | ------------ | ------------------- |
| StavropolAgroSoyuz Nevinnomyssk | 0–3          | Neftekhimik         |
| Torpedo Vladímir                | 0–1          | Akron Tolyatti      |
| Rotor Volgogrado                | 1–1 (4–5 p.) | Shinnik Yaroslavl   |
| Dinamo Vladivostok              | 1–0          | SKA-Jabarovsk       |
| Kuban Holding                   | 0–1          | Ufa                 |
| Kosmos Dolgoprudny              | 1–1 (4–5 p.) | Rodina Moscú        |
| Chernomorets Novorossiysk       | 0–1          | Yenisey Krasnoyarsk |
| Tiumén                          | 0–3          | Volgar Astrakhan    |
| Dinamo Briansk                  | 0–0 (5–4 p.) | Arsenal Tula        |
| Peresvet Podolsk                | 0–0 (5–4 p.) | Baltika             |
| Avangard Kursk                  | 0–2          | Dinamo Majachkalá   |
| Dinamo San Petersburgo          | 2–3          | Alania              |
| Zvezda Saint Petersburg         | 2–0          | Veles Moscú         |
| Tekstilshchik Ivanovo           | 0–0 (2–4 p.) | Kubán Krasnodar     |
| Volga Ulyanovsk                 | 2–1          | Rubin Kazán         |
| Zenit-Izhevsk Izhevsk           | 0–1          | KAMAZ               |

### Ronda 5
La fecha de los partidos estuvo programada para el 1 y 2 de noviembre de 2022.
Clubes entrantes:
- 16 ganadores de la ronda 4.

| Equipo 1          | Resultado    | Equipo 2                |
| ----------------- | ------------ | ----------------------- |
| KAMAZ             | 2–0          | Yenisey Krasnoyarsk     |
| Alania            | 3–0          | Volgar Astrakhan        |
| Akron Tolyatti    | 5–0          | Peresvet Podolsk        |
| Shinnik Yaroslavl | 0–0 (4–5 p.) | Kubán Krasnodar         |
| Neftekhimik       | 1–2          | Volga Ulyanovsk         |
| Ufa               | 1–0          | Dinamo Briansk          |
| Dinamo Majachkalá | 0–0 (5–3 p.) | Dinamo Vladivostok      |
| Rodina Moscú      | 3–4          | Zvezda Saint Petersburg |

### Ronda 6
La fecha de los partidos estuvo programada para el 15 y 16 de noviembre de 2022.
Clubes entrantes:
- 8 ganadores de la ronda 5.

| Equipo 1        | Resultado    | Equipo 2                |
| --------------- | ------------ | ----------------------- |
| Ufa             | 2–2 (4–3 p.) | Dinamo Majachkalá       |
| KAMAZ           | 1–2          | Zvezda Saint Petersburg |
| Kubán Krasnodar | 1–2          | Volga Ulyanovsk         |
| Akron Tolyatti  | 1–0          | Alania                  |

## Fase de grupos (Ruta de RPL)
El sorteo de la fase de grupos fue el 17 de agosto de 2022 a las 20:30 MSK (UTC+3) en vivo por «Match TV».
16 equipos de la Liga Premier Rusa (RPL) comenzaron el torneo desde la fase de grupos (4 equipos en cada grupo). Los clubes jugaron 6 partidos en esta fase.
| Bombo 1                            | Bombo 2                                                       | Bombo 3                                   | Bombo 4                                      |
| ---------------------------------- | ------------------------------------------------------------- | ----------------------------------------- | -------------------------------------------- |
| Zenit Sochi Dinamo Moscú Krasnodar | CSKA Moscú Lokomotiv Moscú Ajmat Grozni Krylia Sovetov Samara | Rostov Spartak Moscú Nizhni Nóvgorod Ural | Jimki Torpedo Moscú Fakel Voronezh Oremburgo |

### Grupo A
| Pos. | Equipo               | Pts. | PJ | G | GP | PP | P | GF | GC | Dif. | Clasificación                                    |
| ---- | -------------------- | ---- | -- | - | -- | -- | - | -- | -- | ---- | ------------------------------------------------ |
| 1    | Krasnodar            | 13   | 6  | 4 | 0  | 1  | 1 | 11 | 4  | +7   | Avanza a los cuartos de final (ruta de RPL)      |
| 2    | Lokomotiv Moscú      | 11   | 6  | 3 | 1  | 0  | 2 | 11 | 6  | +5   | Avanza a los cuartos de final (ruta de RPL)      |
| 3    | Pari Nizhni Nóvgorod | 10   | 6  | 2 | 2  | 0  | 2 | 6  | 7  | −1   | Avanza a los cuartos de final (ruta de regiones) |
| 4    | Jimki                | 2    | 6  | 0 | 0  | 2  | 4 | 3  | 14 | −11  |                                                  |

 Fuente: RFU
Criterios de clasificación: 1) Puntos; 2) Ganados; 3) Gol diferencia; 4) Goles anotados; 5) Puntos partidos directos; 6) Puntos disciplinarios.
| \| Fecha \| Ciudad \| Local \| Resultado \| Visitante \| \| ------------------------ \| --------------- \| -------------------- \| ------------- \| -------------------- \| \| 31 de agosto de 2022 \| Jimki \| Jimki \| 0 – 2 \| Krasnodar \| \| 31 de agosto de 2022 \| Nizhni Nóvgorod \| Pari Nizhni Nóvgorod \| 2 – 0 \| Lokomotiv Moscú \| \| 13 de septiembre de 2022 \| Nizhni Nóvgorod \| Pari Nizhni Nóvgorod \| (5) 1 – 1 (3) \| Jimki \| \| 14 de septiembre de 2022 \| Moscú \| Lokomotiv Moscú \| (3) 2 – 2 (1) \| Krasnodar \| \| 28 de septiembre de 2022 \| Jimki \| Jimki \| 0 – 5 \| Lokomotiv Moscú \| \| 28 de septiembre de 2022 \| Krasnodar \| Krasnodar \| 2 – 0 \| Pari Nizhni Nóvgorod \| \| 18 de octubre de 2022 \| Moscú \| Lokomotiv Moscú \| 1 – 0 \| Jimki \| \| 19 de octubre de 2022 \| Nizhni Nóvgorod \| Pari Nizhni Nóvgorod \| 1 – 0 \| Krasnodar \| \| 22 de noviembre de 2022 \| Jimki \| Jimki \| (1) 1 – 1 (3) \| Pari Nizhni Nóvgorod \| \| 23 de noviembre de 2022 \| Krasnodar \| Krasnodar \| 1 – 0 \| Lokomotiv Moscú \| \| 27 de noviembre de 2022 \| Moscú \| Lokomotiv Moscú \| 3 – 1 \| Pari Nizhni Nóvgorod \| \| 27 de noviembre de 2022 \| Krasnodar \| Krasnodar \| 4 – 1 \| Jimki \| |                 |                      |               |                      |
| Fecha | Ciudad          | Local                | Resultado     | Visitante            |
| 31 de agosto de 2022 | Jimki           | Jimki                | 0 – 2         | Krasnodar            |
| 31 de agosto de 2022 | Nizhni Nóvgorod | Pari Nizhni Nóvgorod | 2 – 0         | Lokomotiv Moscú      |
| 13 de septiembre de 2022 | Nizhni Nóvgorod | Pari Nizhni Nóvgorod | (5) 1 – 1 (3) | Jimki                |
| 14 de septiembre de 2022 | Moscú           | Lokomotiv Moscú      | (3) 2 – 2 (1) | Krasnodar            |
| 28 de septiembre de 2022 | Jimki           | Jimki                | 0 – 5         | Lokomotiv Moscú      |
| 28 de septiembre de 2022 | Krasnodar       | Krasnodar            | 2 – 0         | Pari Nizhni Nóvgorod |
| 18 de octubre de 2022 | Moscú           | Lokomotiv Moscú      | 1 – 0         | Jimki                |
| 19 de octubre de 2022 | Nizhni Nóvgorod | Pari Nizhni Nóvgorod | 1 – 0         | Krasnodar            |
| 22 de noviembre de 2022 | Jimki           | Jimki                | (1) 1 – 1 (3) | Pari Nizhni Nóvgorod |
| 23 de noviembre de 2022 | Krasnodar       | Krasnodar            | 1 – 0         | Lokomotiv Moscú      |
| 27 de noviembre de 2022 | Moscú           | Lokomotiv Moscú      | 3 – 1         | Pari Nizhni Nóvgorod |
| 27 de noviembre de 2022 | Krasnodar       | Krasnodar            | 4 – 1         | Jimki                |

### Grupo B
| Pos. | Equipo                | Pts. | PJ | G | GP | PP | P | GF | GC | Dif. | Clasificación                                    |
| ---- | --------------------- | ---- | -- | - | -- | -- | - | -- | -- | ---- | ------------------------------------------------ |
| 1    | Spartak Moscú         | 13   | 6  | 4 | 0  | 1  | 1 | 10 | 3  | +7   | Avanza a los cuartos de final (ruta de RPL)      |
| 2    | Krylya Sovetov Samara | 12   | 6  | 4 | 0  | 0  | 2 | 7  | 4  | +3   | Avanza a los cuartos de final (ruta de RPL)      |
| 3    | Zenit                 | 11   | 6  | 3 | 1  | 0  | 2 | 6  | 6  | 0    | Avanza a los cuartos de final (ruta de regiones) |
| 4    | Fakel Voronezh        | 0    | 6  | 0 | 0  | 0  | 6 | 1  | 11 | −10  |                                                  |

 Fuente: RFU
Criterios de clasificación: 1) Puntos; 2) Ganados; 3) Gol diferencia; 4) Goles anotados; 5) Puntos partidos directos; 6) Puntos disciplinarios.
| \| Fecha \| Ciudad \| Local \| Resultado \| Visitante \| \| ------------------------ \| --------------- \| --------------------- \| ------------- \| --------------------- \| \| 30 de agosto de 2022 \| Moscú \| Spartak Moscú \| 1 – 0 \| Krylya Sovetov Samara \| \| 31 de agosto de 2022 \| San Petersburgo \| Zenit \| 2 – 0 \| Fakel Voronezh \| \| 14 de septiembre de 2022 \| Samara \| Krylya Sovetov Samara \| 2 – 0 \| Zenit \| \| 15 de septiembre de 2022 \| Moscú \| Spartak Moscú \| 3 – 0 \| Fakel Voronezh \| \| 29 de septiembre de 2022 \| Moscú \| Spartak Moscú \| 3 – 0 \| Zenit \| \| 29 de septiembre de 2022 \| Vorónezh \| Fakel Voronezh \| 0 – 1 \| Krylya Sovetov Samara \| \| 19 de octubre de 2022 \| Vorónezh \| Fakel Voronezh \| 1 – 2 \| Spartak Moscú \| \| 20 de octubre de 2022 \| San Petersburgo \| Zenit \| 2 – 1 \| Krylya Sovetov Samara \| \| 16 de noviembre de 2022 \| Vorónezh \| Fakel Vorónezh \| 0 – 2 \| Zenit \| \| 23 de noviembre de 2022 \| Samara \| Krylya Sovetov Samara \| 2 – 1 \| Spartak Moscú \| \| 27 de noviembre de 2022 \| Samara \| Krylya Sovetov Samara \| 1 – 0 \| Fakel Voronezh \| \| 27 de noviembre de 2022 \| San Petersburgo \| Zenit \| (4) 0 – 0 (2) \| Spartak Moscú \| |                 |                       |               |                       |
| Fecha | Ciudad          | Local                 | Resultado     | Visitante             |
| 30 de agosto de 2022 | Moscú           | Spartak Moscú         | 1 – 0         | Krylya Sovetov Samara |
| 31 de agosto de 2022 | San Petersburgo | Zenit                 | 2 – 0         | Fakel Voronezh        |
| 14 de septiembre de 2022 | Samara          | Krylya Sovetov Samara | 2 – 0         | Zenit                 |
| 15 de septiembre de 2022 | Moscú           | Spartak Moscú         | 3 – 0         | Fakel Voronezh        |
| 29 de septiembre de 2022 | Moscú           | Spartak Moscú         | 3 – 0         | Zenit                 |
| 29 de septiembre de 2022 | Vorónezh        | Fakel Voronezh        | 0 – 1         | Krylya Sovetov Samara |
| 19 de octubre de 2022 | Vorónezh        | Fakel Voronezh        | 1 – 2         | Spartak Moscú         |
| 20 de octubre de 2022 | San Petersburgo | Zenit                 | 2 – 1         | Krylya Sovetov Samara |
| 16 de noviembre de 2022 | Vorónezh        | Fakel Vorónezh        | 0 – 2         | Zenit                 |
| 23 de noviembre de 2022 | Samara          | Krylya Sovetov Samara | 2 – 1         | Spartak Moscú         |
| 27 de noviembre de 2022 | Samara          | Krylya Sovetov Samara | 1 – 0         | Fakel Voronezh        |
| 27 de noviembre de 2022 | San Petersburgo | Zenit                 | (4) 0 – 0 (2) | Spartak Moscú         |

### Grupo C
| Pos. | Equipo       | Pts. | PJ | G | GP | PP | P | GF | GC | Dif. | Clasificación                                    |
| ---- | ------------ | ---- | -- | - | -- | -- | - | -- | -- | ---- | ------------------------------------------------ |
| 1    | Dinamo Moscú | 10   | 6  | 3 | 0  | 1  | 2 | 9  | 8  | +1   | Avanza a los cuartos de final (ruta de RPL)      |
| 2    | Rostov       | 9    | 6  | 3 | 0  | 0  | 3 | 12 | 11 | +1   | Avanza a los cuartos de final (ruta de RPL)      |
| 3    | Ajmat Grozni | 9    | 6  | 3 | 0  | 0  | 3 | 11 | 12 | −1   | Avanza a los cuartos de final (ruta de regiones) |
| 4    | Oremburgo    | 8    | 6  | 2 | 1  | 0  | 3 | 12 | 13 | −1   |                                                  |

 Fuente: RFU
Criterios de clasificación: 1) Puntos; 2) Puntos partidos directos; 3) Ganados; 4) Gol diferencia; 5) Goles anotados; 6) Puntos disciplinarios.
Notas:
1. 1 2  Puntos en partidos directos: Rostov 3, Ajmat Grozni 3. Diferencia de gol en partidos directos: Rostov +1, Ajmat Grozni –1.

| \| Fecha \| Ciudad \| Local \| Resultado \| Visitante \| \| ------------------------ \| -------------- \| ------------ \| ------------- \| ------------ \| \| 31 de agosto de 2022 \| Grozni \| Ajmat Grozni \| 3 – 1 \| Oremburgo \| \| 31 de agosto de 2022 \| Rostov del Don \| Rostov \| 2 – 0 \| Dinamo Moscú \| \| 13 de septiembre de 2022 \| Moscú \| Dinamo Moscú \| 2 – 1 \| Ajmat Grozni \| \| 14 de septiembre de 2022 \| Rostov del Don \| Rostov \| 3 – 1 \| Oremburgo \| \| 28 de septiembre de 2022 \| Oremburgo \| Oremburgo \| (4) 2 – 2 (3) \| Dinamo Moscú \| \| 29 de septiembre de 2022 \| Grozni \| Ajmat Grozni \| 3 – 1 \| Rostov \| \| 18 de octubre de 2022 \| Moscú \| Dinamo Moscú \| 3 – 1 \| Rostov \| \| 19 de octubre de 2022 \| Oremburgo \| Oremburgo \| 4 – 2 \| Ajmat Grozni \| \| 23 de noviembre de 2022 \| Grozni \| Ajmat Grozni \| 2 – 1 \| Dinamo Moscú \| \| 23 de noviembre de 2022 \| Oremburgo \| Oremburgo \| 4 – 2 \| Rostov \| \| 27 de noviembre de 2022 \| Rostov del Don \| Rostov \| 3 – 0 \| Ajmat Grozni \| \| 27 de noviembre de 2022 \| Moscú \| Dinamo Moscú \| 1 – 0 \| Oremburgo \| |                |              |               |              |
| Fecha | Ciudad         | Local        | Resultado     | Visitante    |
| 31 de agosto de 2022 | Grozni         | Ajmat Grozni | 3 – 1         | Oremburgo    |
| 31 de agosto de 2022 | Rostov del Don | Rostov       | 2 – 0         | Dinamo Moscú |
| 13 de septiembre de 2022 | Moscú          | Dinamo Moscú | 2 – 1         | Ajmat Grozni |
| 14 de septiembre de 2022 | Rostov del Don | Rostov       | 3 – 1         | Oremburgo    |
| 28 de septiembre de 2022 | Oremburgo      | Oremburgo    | (4) 2 – 2 (3) | Dinamo Moscú |
| 29 de septiembre de 2022 | Grozni         | Ajmat Grozni | 3 – 1         | Rostov       |
| 18 de octubre de 2022 | Moscú          | Dinamo Moscú | 3 – 1         | Rostov       |
| 19 de octubre de 2022 | Oremburgo      | Oremburgo    | 4 – 2         | Ajmat Grozni |
| 23 de noviembre de 2022 | Grozni         | Ajmat Grozni | 2 – 1         | Dinamo Moscú |
| 23 de noviembre de 2022 | Oremburgo      | Oremburgo    | 4 – 2         | Rostov       |
| 27 de noviembre de 2022 | Rostov del Don | Rostov       | 3 – 0         | Ajmat Grozni |
| 27 de noviembre de 2022 | Moscú          | Dinamo Moscú | 1 – 0         | Oremburgo    |

### Grupo D
| Pos. | Equipo        | Pts. | PJ | G | GP | PP | P | GF | GC | Dif. | Clasificación                                    |
| ---- | ------------- | ---- | -- | - | -- | -- | - | -- | -- | ---- | ------------------------------------------------ |
| 1    | Ural          | 14   | 6  | 4 | 1  | 0  | 1 | 9  | 5  | +4   | Avanza a los cuartos de final (ruta de RPL)      |
| 2    | CSKA Moscú    | 13   | 6  | 4 | 0  | 1  | 1 | 8  | 4  | +4   | Avanza a los cuartos de final (ruta de RPL)      |
| 3    | Torpedo Moscú | 7    | 6  | 2 | 0  | 1  | 3 | 6  | 7  | −1   | Avanza a los cuartos de final (ruta de regiones) |
| 4    | Sochi         | 2    | 6  | 0 | 1  | 0  | 5 | 6  | 13 | −7   |                                                  |

 Fuente: RFU
Criterios de clasificación: 1) Puntos; 2) Ganados; 3) Gol diferencia; 4) Goles anotados; 5) Puntos partidos directos; 6) Puntos disciplinarios.
| \| Fecha \| Ciudad \| Local \| Resultado \| Visitante \| \| ------------------------ \| ------------- \| ------------- \| ------------- \| ------------- \| \| 31 de agosto de 2022 \| Ekaterimburgo \| Ural \| 2 – 0 \| Sochi \| \| 31 de agosto de 2022 \| Moscú \| Torpedo Moscú \| 0 – 2 \| CSKA Moscú \| \| 14 de septiembre de 2022 \| Sochi \| Sochi \| 1 – 3 \| Torpedo Moscú \| \| 14 de septiembre de 2022 \| Moscú \| CSKA Moscú \| 2 – 1 \| Ural \| \| 28 de septiembre de 2022 \| Ekaterimburgo \| Ural \| 1 – 0 \| Torpedo Moscú \| \| 28 de septiembre de 2022 \| Moscú \| CSKA Moscú \| 2 – 1 \| Sochi \| \| 19 de octubre de 2022 \| Moscú \| CSKA Moscú \| 0 – 1 \| Torpedo Moscú \| \| 20 de octubre de 2022 \| Sochi \| Sochi \| 2 – 3 \| Ural \| \| 22 de noviembre de 2022 \| Ekaterimburgo \| Ural \| (5) 0 – 0 (4) \| CSKA Moscú \| \| 22 de noviembre de 2022 \| Moscú \| Torpedo Moscú \| (2) 1 – 1 (4) \| Sochi \| \| 26 de noviembre de 2022 \| Sochi \| Sochi \| 1 – 2 \| CSKA Moscú \| \| 26 de noviembre de 2022 \| Moscú \| Torpedo Moscú \| 1 – 2 \| Ural \| |               |               |               |               |
| Fecha | Ciudad        | Local         | Resultado     | Visitante     |
| 31 de agosto de 2022 | Ekaterimburgo | Ural          | 2 – 0         | Sochi         |
| 31 de agosto de 2022 | Moscú         | Torpedo Moscú | 0 – 2         | CSKA Moscú    |
| 14 de septiembre de 2022 | Sochi         | Sochi         | 1 – 3         | Torpedo Moscú |
| 14 de septiembre de 2022 | Moscú         | CSKA Moscú    | 2 – 1         | Ural          |
| 28 de septiembre de 2022 | Ekaterimburgo | Ural          | 1 – 0         | Torpedo Moscú |
| 28 de septiembre de 2022 | Moscú         | CSKA Moscú    | 2 – 1         | Sochi         |
| 19 de octubre de 2022 | Moscú         | CSKA Moscú    | 0 – 1         | Torpedo Moscú |
| 20 de octubre de 2022 | Sochi         | Sochi         | 2 – 3         | Ural          |
| 22 de noviembre de 2022 | Ekaterimburgo | Ural          | (5) 0 – 0 (4) | CSKA Moscú    |
| 22 de noviembre de 2022 | Moscú         | Torpedo Moscú | (2) 1 – 1 (4) | Sochi         |
| 26 de noviembre de 2022 | Sochi         | Sochi         | 1 – 2         | CSKA Moscú    |
| 26 de noviembre de 2022 | Moscú         | Torpedo Moscú | 1 – 2         | Ural          |

## Fase eliminatoria
En la fase eliminatoria, al igual que en la clasificación, los equipos se dividieron en dos rutas (cuadro superior e inferior).
Los equipos en la ruta de RPL (cuadro superior) jugaron entre sí a doble partido en una base de ida y vuelta. Los equipos perdedores después de dos etapas en la ruta de RPL tuvieron una segunda oportunidad en la ruta de regiones.
Los equipos en la ruta de regiones (cuadro inferior) jugaron entre sí a partido único. Cada ronda constó de dos fases. En los cuartos de final, los equipos de la ronda 6 de la clasificación de la ruta de regiones jugaron contra el tercer equipo clasificado de cada grupo de la ruta de RPL, luego, en la segunda etapa, jugaron contra el perdedor de cuartos de final de la ruta de RPL. En las primeras fases de semifinales y finales los equipos jugaron con los ganadores de la ronda anterior de la ruta de regiones, la segunda fase fue la misma forma que en los cuartos de final.
Los ganadores de ambas rutas jugaron la gran final en junio de 2023 en el estadio Olímpico Luzhnikí.
| Bombo 1                                                           | Bombo 2                                                                         |
| ----------------------------------------------------------------- | ------------------------------------------------------------------------------- |
| - Dinamo Moscú (1) - Krasnodar (1) - Spartak Moscú (1) - Ural (1) | - CSKA Moscú (1) - Krylia Sovetov Samara (1) - Lokomotiv Moscú (1) - Rostov (1) |

| Bombo 1                                                                            | Bombo 2                                                                       |
| ---------------------------------------------------------------------------------- | ----------------------------------------------------------------------------- |
| - Akron Tolyatti (2) - Ufa (2) - Volga Ulyanovsk (2) - Zvezda Saint Petersburg (3) | - Ajmat Grozni (1) - Pari Nizhni Nóvgorod (1) - Torpedo Moscú (1) - Zenit (1) |

### Cuartos de final
El sorteo se realizó el 3 de diciembre de 2022 a las 16:30 MSK en vivo en el canal de televisión «Match TV».
En los partidos de cuartos de final de la ruta de RPL, los equipos del mismo grupo no podían jugar entre sí. Los subcampeones de la fase de grupos jugaron los primeros partidos en casa. Los ganadores de la ronda 6 de la ruta de las regiones también jugaron partidos de la fase 1 de la ruta de las regiones en casa.

#### Ruta de RPL
| Ida; 22 de febrero de 2023 | Lokomotiv Moscú | 0 – 1   | Spartak Moscú | RZD Arena, Moscú                 |                                  |
| 20:00 (UTC+3)              |                 | Reporte | Prutsev 16'   | Árbitro(s): Vladislav Bezborodov | Árbitro(s): Vladislav Bezborodov |

| Vuelta; 27 de febrero de 2023 | Spartak Moscú                                                  | 4 – 2 (Global 5 – 2) | Lokomotiv Moscú    | Otkrytie Arena, Moscú     |                           |
| 20:00 (UTC+3)                 | - Ignatov 15' - Zobnin 56' - Martins 81' - Promes 90+9' (pen.) | Reporte              | Miranchuk 17', 83' | Árbitro(s): Sergey Ivanov | Árbitro(s): Sergey Ivanov |

| Ida; 23 de febrero de 2023 | Krylia Sovetov Samara       | 2 – 1   | Dinamo Moscú | Samara Arena, Samara         |                              |
| 16:00 (UTC+4)              | - Pisarskiy 48' - Zúyev 88' | Reporte | Tyukavin 80' | Árbitro(s): Artem Chistyakov | Árbitro(s): Artem Chistyakov |

| Vuelta; 1 de marzo de 2023 | Dinamo Moscú  | 1 – 1 (Global 2 – 3) | Krylia Sovetov Samara | VTB Arena, Moscú          |                           |
| 20:00 (UTC+3)              | Gladyshev 75' | Reporte              | Pisarskiy 29' (pen.)  | Árbitro(s): Pavel Kukuyan | Árbitro(s): Pavel Kukuyan |

| Ida; 22 de febrero de 2023 | Rostov          | 1 – 1   | Ural                | Rostov Arena, Rostov del Don |                             |
| 17:30 (UTC+3)              | Komlichenko 67' | Reporte | Kashtanov 6' (pen.) | Árbitro(s): Evgeni Kukulyak  | Árbitro(s): Evgeni Kukulyak |

| Vuelta; 27 de febrero de 2023 | Ural                               | 2 – 1 (Global 3 – 2) | Rostov              | Ekaterimburgo Arena, Ekaterimburgo |                                  |
| 19:00 (UTC+5)                 | - Egorychev 27' - Vloet 88' (pen.) | Reporte              | Osipenko 82' (pen.) | Árbitro(s): Vladislav Bezborodov   | Árbitro(s): Vladislav Bezborodov |

| Ida; 23 de febrero de 2023 | CSKA Moscú                                | 3 – 0   | Krasnodar | VEB Arena, Moscú          |                           |
| 17:30 (UTC+3)              | - Moisés 10' - Chálov 30' - Zabolotny 86' | Reporte |           | Árbitro(s): Pavel Kukuyan | Árbitro(s): Pavel Kukuyan |

| Vuelta; 28 de febrero de 2023 | Krasnodar     | 1 – 0 (Global 1 – 3) | CSKA Moscú | Estadio Krasnodar, Krasnodar |                              |
| 19:30 (UTC+3)                 | Spertsyan 50' | Reporte              |            | Árbitro(s): Serguéi Karasiov | Árbitro(s): Serguéi Karasiov |

#### Ruta de regiones
Fase 1
| 25 de febrero de 2023 | Volga Ulyanovsk | 0 – 3   | Zenit                                           | Estadio Trud, Uliánovsk    |                            |
| 15:30 (UTC+4)         |                 | Reporte | - Bakáyev 33' - Cassierra 78' - Serguéyev 90+1' | Árbitro(s): Aleksey Sukhoy | Árbitro(s): Aleksey Sukhoy |

| 26 de febrero de 2023 | Akron Tolyatti                         | 2 – 0   | Torpedo Moscú | Estadio Kristall, Zhiguliovsk |                            |
| 13:00 (UTC+4)         | - Savichev 26' (pen.) - Eldarushev 38' | Reporte |               | Árbitro(s): Artem Lyubimov    | Árbitro(s): Artem Lyubimov |

| 26 de febrero de 2023 | Ufa              | 1 – 2   | Ajmat Grozni                  | Estadio Neftyanik, Ufá        |                               |
| 16:30 (UTC+5)         | Ortiz 67' (pen.) | Reporte | - Agalarov 36' - Sadulaev 45' | Árbitro(s): Pavel Shadykhanov | Árbitro(s): Pavel Shadykhanov |

| 27 de febrero de 2023 | Zvezda Saint Petersburg | 0 – 2   | Pari Nizhni Nóvgorod           | Estadio Kirovets, San Petersburgo |                          |
| 14:30 (UTC+3)         |                         | Reporte | - Kakkoev 33' - Kornyushin 64' | Árbitro(s): Anton Frolov          | Árbitro(s): Anton Frolov |

Fase 2
| 15 de marzo de 2023 | Zenit                                                                  | 1 – 1 (4 – 5 p.)           | Dinamo Moscú                                            | Estadio Krestovski, San Petersburgo |                             |
| 20:00 (UTC+3)       | Bakaev 36'                                                             | Reporte                    | Vasyutin 1' (a.g.)                                      | Árbitro(s): Evgeni Kukulyak         | Árbitro(s): Evgeni Kukulyak |
|                     |                                                                        | Tiros desde el punto penal |                                                         |                                     |                             |
|                     | - Adamov - Sutormín - Mostovói - Kuziáyev - Claudinho - Douglas Santos |                            | - Fomin - Grulyov - Normann - Lesovoy - Gagnidze - Dasa |                                     |                             |

| 14 de marzo de 2023 | Akron Tolyatti                                                                       | 1 – 1 (7 – 6 p.)           | Lokomotiv Moscú                                                                        | Estadio Kristall, Zhiguliovsk |                              |
| 18:30 (UTC+4)       | Makárov 14'                                                                          | Reporte                    | Kamano 75'                                                                             | Árbitro(s): Artem Chistyakov  | Árbitro(s): Artem Chistyakov |
|                     |                                                                                      | Tiros desde el punto penal |                                                                                        |                               |                              |
|                     | - Savichev - Sasin - Eldarushev - Apekov - Chudin - Palienko - Makárov - Joyaniyázov |                            | - Zhemaletdínov - Pinyaev - Kamano - Nenakhov - Rakov - Shchetinin - Conti - Kuzmichev |                               |                              |

| 15 de marzo de 2023 | Ajmat Grozni | 0 – 3   | Krasnodar                          | Ajmat Arena, Grozni       |                           |
| 15:00 (UTC+3)       |              | Reporte | - Cobnan 27' - Krivtsov 60', 90+3' | Árbitro(s): Sergey Ivanov | Árbitro(s): Sergey Ivanov |

| 16 de marzo de 2023 | Pari Nizhni Nóvgorod | 0 – 1   | Rostov      | Estadio de Nizhni Nóvgorod, Nizhni Nóvgorod |                               |
| 18:00 (UTC+3)       |                      | Reporte | Tugarev 82' | Árbitro(s): Pavel Shadykhanov               | Árbitro(s): Pavel Shadykhanov |

### Semifinales

#### Ruta de RPL
| Ida; 14 de marzo de 2023 | Spartak Moscú | 1 – 1   | Ural          | Otkrytie Arena, Moscú        |                              |
| 20:00 (UTC+3)            | Promes 21'    | Reporte | Zheleznov 67' | Árbitro(s): Serguéi Karasiov | Árbitro(s): Serguéi Karasiov |

| Vuelta; 4 de abril de 2023 | Ural                         | 2 – 1 (Global 3 – 2) | Spartak Moscú | Ekaterimburgo Arena, Ekaterimburgo |                             |
| 19:00 (UTC+5)              | - Cissé 32' - Sungatulin 72' | Reporte              | Baldé 49'     | Árbitro(s): Kirill Levnikov        | Árbitro(s): Kirill Levnikov |

| Ida; 15 de marzo de 2023 | Krylia Sovetov Samara            | 2 – 2   | CSKA Moscú                       | Samara Arena, Samara       |                            |
| 18:30 (UTC+4)            | - Pisarskiy 49' - Tsypchenko 64' | Reporte | - Medina 46' - Chálov 76' (pen.) | Árbitro(s): Aleksey Sukhoy | Árbitro(s): Aleksey Sukhoy |

| Vuelta; 5 de abril de 2023 | CSKA Moscú        | 1 – 0 (Global 3 – 2) | Krylia Sovetov Samara | VEB Arena, Moscú           |                            |
| 19:30 (UTC+3)              | Bijl 90+2' (a.g.) | Reporte              |                       | Árbitro(s): Artem Lyubimov | Árbitro(s): Artem Lyubimov |

#### Ruta de regiones
Fase 1
| 4 de abril de 2023 | Dinamo Moscú                  | 0 – 0 (1 – 4 p.)           | Akron Tolyatti                                  | VTB Arena, Moscú          |                           |
| 19:30 (UTC+3)      |                               | Reporte                    |                                                 | Árbitro(s): Evgeni Turbin | Árbitro(s): Evgeni Turbin |
|                    |                               | Tiros desde el punto penal |                                                 |                           |                           |
|                    | - Fomin - Zakharyan - Lesovoy |                            | - Savichev - Palienko - Eldarushev - Matsukatov |                           |                           |

| 6 de abril de 2023 | Krasnodar                                         | 1 – 1 (5 – 3 p.)           | Rostov                                        | Estadio Krasnodar, Krasnodar     |                                  |
| 20:00 (UTC+3)      | Spertsyan 23'                                     | Reporte                    | Tugarev 54'                                   | Árbitro(s): Vladislav Bezborodov | Árbitro(s): Vladislav Bezborodov |
|                    |                                                   | Tiros desde el punto penal |                                               |                                  |                                  |
|                    | - Spertsyan - Iónov - Córdoba - Alonso - Krivtsov |                            | - Bayramyan - Komlichenko - Prokhin - Tugarev |                                  |                                  |

Fase 2
| 19 de abril de 2023 | Akron Tolyatti               | 2 – 1   | Spartak Moscú | Estadio Kristall, Zhiguliovsk |                            |
| 17:30 (UTC+4)       | - Ponce 40' - Saltykov 45+1' | Reporte | Tavares 70'   | Árbitro(s): Aleksey Amelin    | Árbitro(s): Aleksey Amelin |

| 19 de abril de 2023 | Krasnodar                      | 2 – 2 (3 – 0 p.)           | Krylia Sovetov Samara              | Estadio Krasnodar, Krasnodar  |                               |
| 19:00 (UTC+3)       | - Spertsyan 32' - Córdoba 70'  | Reporte                    | - Tsypchenko 90+3' - Gaponov 90+5' | Árbitro(s): Pavel Shadykhanov | Árbitro(s): Pavel Shadykhanov |
|                     |                                | Tiros desde el punto penal |                                    |                               |                               |
|                     | - Spertsyan - Banjac - Ajmétov |                            | - Bijl - Pisarskiy - Gorshkov      |                               |                               |

### Finales de ruta

#### Ruta de RPL
| Ida; 19 de abril de 2023 | CSKA Moscú        | 1 – 1   | Ural         | VEB Arena, Moscú            |                             |
| 19:00 (UTC+3)            | Medina 89' (pen.) | Reporte | Bicfalvi 70' | Árbitro(s): Kirill Levnikov | Árbitro(s): Kirill Levnikov |

| Vuelta; 3 de mayo de 2023 | Ural             | 1 – 2 (Global 2 – 3) | CSKA Moscú                  | Ekaterimburgo Arena, Ekaterimburgo |                           |
| 19:00 (UTC+5)             | Vloet 51' (pen.) | Reporte              | - Medina 45+3' - Chálov 57' | Árbitro(s): Sergey Ivanov          | Árbitro(s): Sergey Ivanov |

#### Ruta de regiones
Fase 1
| 3 de mayo de 2023 | Krasnodar                               | 0 – 0 (4 – 2 p.)           | Akron Tolyatti                             | Estadio Krasnodar, Krasnodar |                              |
| 19:30 (UTC+3)     |                                         | Reporte                    |                                            | Árbitro(s): Artem Chistyakov | Árbitro(s): Artem Chistyakov |
|                   |                                         | Tiros desde el punto penal |                                            |                              |                              |
|                   | - Spertsyan - Córdoba - Ajmétov - Batxi |                            | - Savichev - Pesegov - Eldarushev - Azarov |                              |                              |

Fase 2
| 17 de mayo de 2023 | Krasnodar                         | 2 – 1   | Ural         | Estadio Krasnodar, Krasnodar |                              |
| 19:30 (UTC+3)      | - Kaio Pantaleão 8' - Córdoba 59' | Reporte | Bicfalvi 22' | Árbitro(s): Serguéi Karasiov | Árbitro(s): Serguéi Karasiov |

### Final
| 11 de junio de 2023 | Krasnodar                                                                  | 1 – 1 (t. s.)(5 – 6 p.)    | CSKA Moscú                                                            | Estadio Olímpico Luzhnikí, Moscú                                 |                                                                  |
| 17:00 (UTC+3)       | Córdoba 50'                                                                | Reporte                    | Chálov 32' (pen.)                                                     | Asistencia: 53 425 espectadores Árbitro(s): Vladislav Bezborodov | Asistencia: 53 425 espectadores Árbitro(s): Vladislav Bezborodov |
|                     |                                                                            | Tiros desde el punto penal |                                                                       |                                                                  |                                                                  |
|                     | - Spertsyan - Ajmétov - Córdoba - João Pedro - Alonso - Ramírez - Olusegun |                            | - Chálov - Divéyev - Moisés - Gajic - Medina - Carrascal - Zabolotnyi |                                                                  |                                                                  |

|                               |
| Bandera de Rusia              |
| Campeón CSKA Moscú 8.º título |